# I misteri di Parigi (film 1962)
I misteri di Parigi (Les mystères de Paris) è un film del 1962 diretto da André Hunebelle.
Il film è basato sull'omonimo romanzo del 1843 scritto da Eugène Sue.